# Nikola Krstović
Nikola Krstović (montenegrinisch-kyrillisch Никола Крстовић; * 5. April 2000 in Golubovci) ist ein montenegrinischer Fußballspieler. Der Stürmer steht seit August 2025 in Diensten von Atalanta Bergamo in der italienischen Serie A und ist Nationalspieler.

## Karriere
Krstovic wechselte im Sommer 2023 zu US Lecce in der italienischen Serie A. Der Stürmer erzielte am 27. August 2023 direkt in seinem ersten Spiel im Wettbewerb gegen den AC Florenz einen Treffer. 
Im August 2025 wechselte er zu Atalanta Bergamo.